# Ommo Hüppop

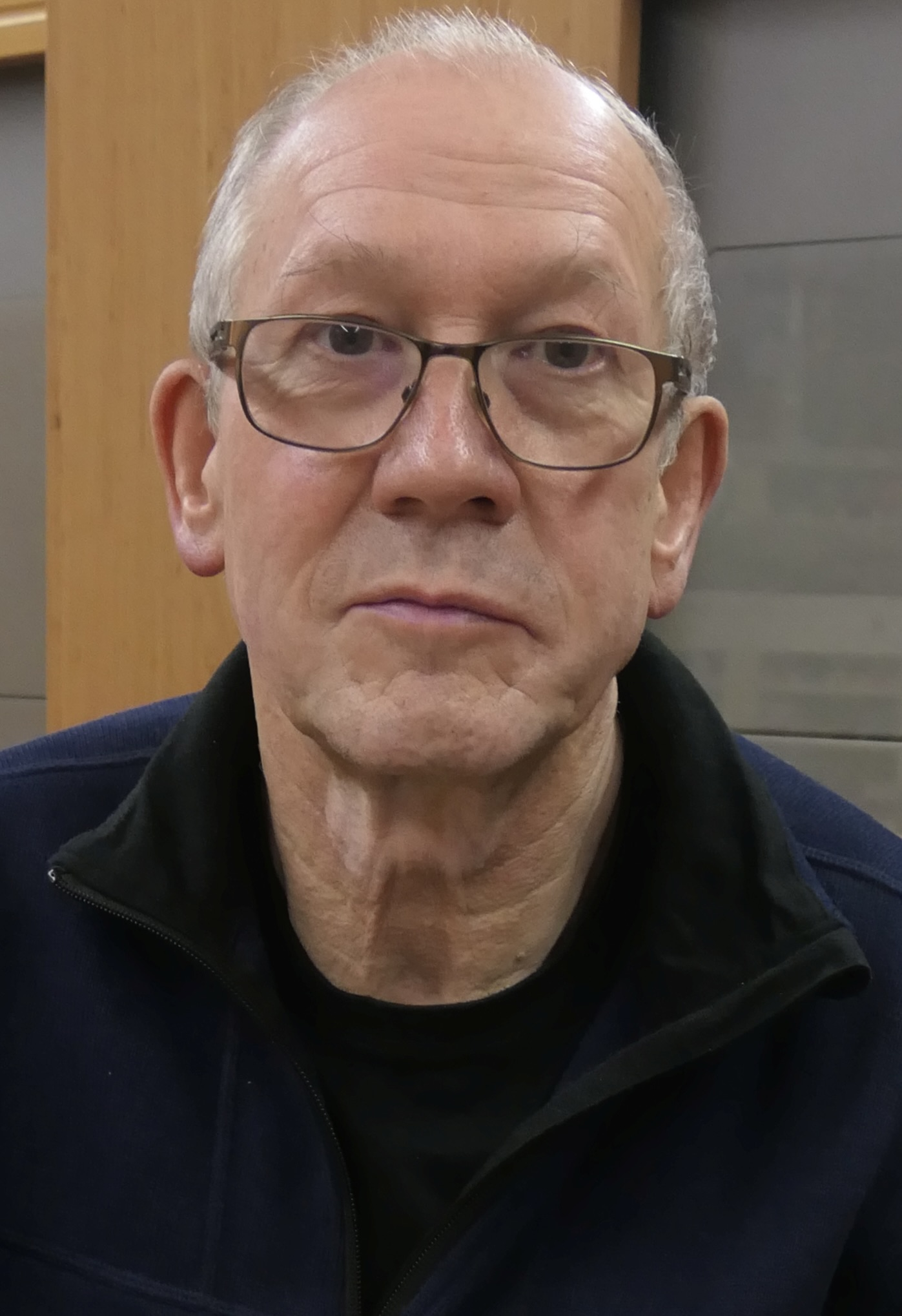
Ommo Hüppop (2022)

Ommo Hüppop (* 1956 in Hamburg; † 26. März 2024 in Wilhelmshaven) war ein deutscher Biologe mit den Schwerpunkten Vogelzug und Ökologie der See- und Küstenvögel. Im Fokus seiner Forschung standen seit den 1980er Jahren die Auswirkungen menschlicher Aktivitäten auf Vögel und deren Lebensraum. Er leitete mehr als drei Jahrzehnte die Inselstation des Instituts für Vogelforschung „Vogelwarte Helgoland“.

## Leben
Hüppop war schon als Schüler von der Vogelwelt begeistert und schloss sich als Jugendlicher dem Arbeitskreis an der Staatlichen Vogelschutzwarte Hamburg an. Später war er in der Leitung dieses Arbeitskreises und in der Schriftleitung der Hamburger avifaunistischen Beiträge tätig. Schon als Abiturient baute er die Ortsgruppe Hamburg-Bergedorf im Bund für Vogelschutz (heute NABU) auf und war noch zu Studienzeiten Mitherausgeber der ersten beiden Bände der Vogelwelt von Hamburg und Umgebung.
1977 begann er an der Universität Hamburg ein Studium der Biologie, wurde schon damals wegen seiner profunden Artenkenntnis mehrfach für vogelkundliche Gutachten angefragt und machte 1983 sein Diplom. Thematisch beschäftigte er sich in der Diplomarbeit mit den Lebewesen im Wattboden, konkret mit dem Makrozoobenthos der Leybucht nahe der ostfriesischen Stadt Norden. Sein Promotionsstudium finanzierte er durch Gutachtertätigkeiten sowie durch Lehraufträge an der Universität Hamburg im Fachbereich Biologie.
1988 schloss Hüppop sein Studium mit der Promotion in Biologie (Hauptfach Zoologie, Nebenfächer Allgemeine Botanik, Hydrobiologie und Fischereiwissenschaften) bei Walter Rühm, Fachrichtung Zoologie und experimentelle Ökologie, am Zoologischen Institut und Zoologischen Museum der Universität Hamburg ab. Thematisch ging es in der Dissertation um den Energiehaushalt der Silbermöwe.
Kurz nach der Promotion übernahm Hüppop als Wissenschaftlicher Mitarbeiter am Institut für Vogelforschung „Vogelwarte Helgoland“ (IfV) die Leitung der Inselstation auf Helgoland. 2012 wechselte er an den Hauptsitz des IfV in Wilhelmshaven und ging mit Ende des Jahres 2021 in den Ruhestand. Ab Januar 2022 war Hüppop als Gastwissenschaftler am IfV in Wilhelmshaven tätig, wo er sich weiterhin mit dem Zugverhalten von Vögeln, insbesondere in Hinblick auf mögliche Auswirkungen von Windenergieanlagen, beschäftigte.
Er war mit der Biologin Kathrin Hüppop verheiratet und Vater von zwei Töchtern.

## Wirken

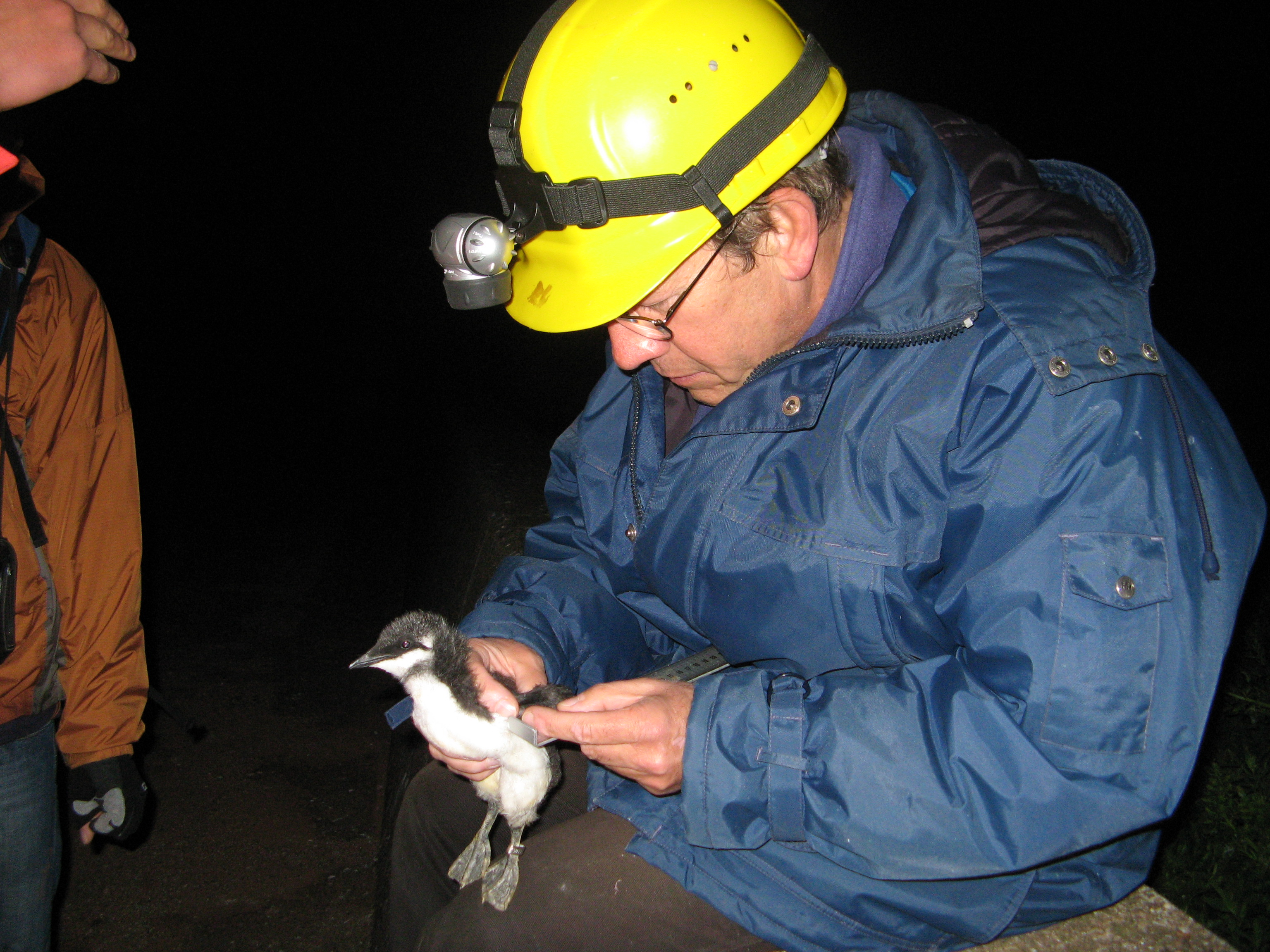
O. Hüppop beim Beringen von Lummen

Als Leiter der Inselstation „Vogelwarte Helgoland“ des IfV auf Helgoland erforschte Ommo Hüppop über Jahrzehnte die Biologie von See- und Küstenvögeln und den Vogelzug insbesondere über der Deutschen Bucht, oft in Zusammenarbeit mit seiner Frau, der promovierten Biologin Kathrin Hüppop. Dabei waren ihm die Auswirkungen menschlicher Aktivitäten zum Beispiel in Form von Störungen an den Brutplätzen von Küstenvögeln und dem veränderten Nahrungsangebot als Folge der Fischerei oder des Klimawandels stets besonders wichtig.
Bei den ornithologischen Untersuchungen auf Helgoland ging es Ommo Hüppop, dem Team vor Ort, der Ornithologischen Arbeitsgemeinschaft Helgoland e. V. und forschenden Gästen auch um die zahlenmäßige Erfassung der einzelnen Vogelarten im Jahreslauf und ihr Zugverhalten. Dokumentiert ist das vielfältige Vogelleben auf der Insel in der Deutschen Bucht auch in Buchform: Die Vogelwelt der Insel Helgoland.
Um die Daten der rastenden Zugvögel, darunter besonders viele Nachtzieher, zu ermitteln, werden seit Jahrzehnten im Fanggarten der Inselstation unter weitgehend standardisierten Bedingungen Vögel gefangen, vermessen und beringt. Der so entstandene einzigartige Datensatz ermöglicht beispielsweise Auswertungen zu den langjährigen Veränderungen der Zugzeiten oder zum Einfluss des Wetters bis hin in den Durchzugs- und Überwinterungsgebieten. Außerdem fanden Sichtbeobachtungen über dem Meer und Inseln der Nordsee statt.
Auf der Grundlage langjähriger Vogelzugforschung untersuchte Ommo Hüppop und weitere Wissenschaftler den Vogelzug an der Deutschen Bucht und mögliche Auswirkungen von Windkraftanlagen auf unterschiedliche Vogelarten. Dabei kamen und kommen Beobachtungstechniken wie Radar, Wärmebildkameras, visuelle und akustische Erfassungen sowie die Telemetrie zum Einsatz. Singvögel bilden zwar die Masse der Zugvögel, sind aber zu klein, um handelsübliche Sender zu tragen, welche ihre Position mittels GPS erfassen und per (Mobil-)Funk übermitteln. Daher wurde an der deutschen Nordseeküste eine Kette automatisierter Empfangsstationen im Rahmen des weltweiten MOTUS-Netzwerks errichtet, um so auch die Signale kleinster (< 0,25 g) Sender zu registrieren und ihre Träger mit hoher zeitlich-räumlicher Auflösung zu verfolgen. Zu den zentralen Ergebnissen dieser Studien gehört, dass weit mehr Individuen als bisher angenommen über die offene Nordsee fliegen und nicht dem weiteren – aber für Landvögel sichereren – Weg entlang der Küste folgen. Riskant sind Offshore-Windenergieanlagen für Vögel vor allem, wenn sich die Sicht verschlechtert. Desorientierte Landvögel werden bekanntlich auf dem Zug von beleuchteten Bauwerken angelockt und kollidieren manchmal mit solchen Hindernissen in großer Zahl.
Hüppop scheute sich nie, die Öffentlichkeit sowie Politik und Verwaltung mit seinen Befunden zur Gefährdung von Vögeln durch menschliche Aktivitäten, den Klimawandel oder Windkraftanlagen sowie andere menschengemachte Hindernisse zu konfrontieren.

## Mitgliedschaften, redaktionelle Tätigkeit, Engagement
Ommo Hüppop war ab 1974 Mitglied der Deutschen Ornithologen-Gesellschaft (DO-G) und in den Jahren 1992 bis 1995 in deren Beirat (ab 1994 Sprecher des Beirats), von 1996 bis 2001 war er DO-G-Schriftführer und von 2013 bis 2021 Generalsekretär der DO-G. 2010 richteten Hüppop und sein Team auf Helgoland die 143. Jahresversammlung der Deutschen Ornithologen-Gesellschaft mit aus. 2020 und 2021 organisierte hat er die 153. und 154. Jahresversammlung der DO-G im Online-Modus, eine Konsequenz aus den coronabedingten Einschränkungen.
Hüppop war bis zu seinem Dienstende 2021 Mitglied der Redaktion der Zeitschrift Vogelwarte. Zeitschrift für Vogelkunde und war Mitglied des Nationalen Gremiums Rote Liste Vögel beim Deutschen Rat für Vogelschutz.
2022 übernahm er den Vorsitz der neu gegründeten HELCOM Expert Group on Bird Migration.

## Preise
2007 erhielten Ommo und Kathrin Hüppop für ihre Untersuchungen zum Vogelzug auf Helgoland den Förderpreis der Werner-Sunkel-Stiftung der Deutschen Ornithologen-Gesellschaft e.V.